# Ctenoplusia caelata
Ctenoplusia caelata là một loài bướm đêm trong họ Noctuidae.